# Strangalia nigrocaudata
Strangalia nigrocaudata là một loài bọ cánh cứng trong họ Cerambycidae.